# Jewgeni Jurjewitsch Trebuschenko
Jewgeni Jurjewitsch Trebuschenko (russisch Евгений Юрьевич Требушенко; * 26. Mai 1975 in Nowosibirsk) ist ein ehemaliger russischer Biathlet.
Jewgeni Trebuschenko gab sein Debüt im Europacup am 14. und 15. Dezember 2003 in Windischgarsten mit Platz 23 im Sprint und Platz 25 in der Verfolgung. Schon bei der nächsten Station in Obertilliach gelang ihm als Dritter im Sprint ein Podiumsplatz, im Einzel war er wieder 23. Erst 2004 in Brusson trat er wieder an, gab das Sprintrennen jedoch nach dem Liegendschießen auf. Eine Woche später in Méribel lief er wieder aufs Podium als Dritter im Sprint, im Verfolger fiel er auf Platz sechs zurück. Gemeinsam mit Sergei Baschkirow, Juri Batmanow und Oleg Milowanow gelang ihm in der Staffel als Schlussläufer der zweite Rang. Bei den Europameisterschaften im Februar 2004 in Minsk verpasste er als Vierter im Sprint knapp eine Medaille, verbesserte sich im Verfolgungsrennen jedoch auf den Bronzeplatz, mit der russischen Staffel (Tschurin, Jaroschenko, Tschudow, Trebuschenko) wurde er Fünfter. Danach trat Trebuschenko international nicht mehr in Erscheinung.
Trebuschenko gewann 2003 mit der Staffel und im 25 km Patrouillenlauf die Russische Meisterschaft, außerdem wurde er mit der Mannschaft Vizemeister. Eine weitere Vizemeisterschaft holte er mit der Crossstaffel im Sommerbiathlon.